# 当りっ子ハリー
『当りっ子ハリー』（あたりっこハリー、The Strong Man）は、フランク・キャプラ監督、ハリー・ラングドン主演による1926年のアメリカ合衆国のサイレント・コメディ映画である。キャプラの長編映画監督デビュー作である。
『初陣ハリー』（1926年）と並んでラングドンで最もよく知られた映画であり、キャプラは彼の次作『初恋ハリイ』（1927年）でもコラボレーションした。

## プロット
第一次世界大戦中のヨーロッパでベルギー人のポール（ハリー・ラングドン）は、メリー（プリシラ・ボナー）という女性から慰問の手紙と写真を貰い、恋に落ちる。戦後、ポールはアメリカに渡ってメリーを捜すが、成り行きでならず者たちから町を守ることとなる。

## キャスト
- ハリー・ラングドン（英語版）
- プリシラ・ボナー（英語版）
- ガートルード・アスター（英語版）
- ウィリアム・V・モング（英語版）
- ロバート・マッキム（英語版）
- アーサー・タラッソ（英語版）

## 評価
サイレント映画評論家のダン・ナヴァロはラングドンのキャリアを振り返り、「1926年3月にハリー・ラングドンの『初陣ハリー』が封切られた時に観客達はチャーリー・チャップリン、バスター・キートン、ハロルド・ロイドの偉大な映画への挑戦者として受け入れた。ラングドンは『4人目のコメディの天才』と賞賛された。1926年9月、ラングドンはさらに優れた映画、フランク・キャプラの『当りっ子ハリー』で登場した。（中略）それはフランク・キャプラの最初の監督作であり、彼の天才ぶりが輝いている」と評した。
2007年にアメリカ議会図書館によりアメリカ国立フィルム登録簿に登録された。